# Solosonate für Violine (Bartók)
Die Solosonate für Violine von Béla Bartók (Sz 117, BB 124)  ist das letzte Kammermusikwerk des ungarischen Komponisten. Sie wurde am 26. November 1944 in New York durch Yehudi Menuhin uraufgeführt.

## Allgemeines
Menuhin und Bartók waren einander erstmals im November 1943 in der New Yorker Carnegie Hall begegnet. Anlass dazu war ein Rezital Menuhins mit dem Pianisten Adolph Baller, unter anderem mit Bartóks Sonate für Violine und Klavier Nr. 1 auf dem Programm. Daraufhin bestellte Menuhin bei Bartók eine Violin-Solosonate, die der Komponist von  Februar bis März 1944 niederschrieb und bei deren Uraufführung im November 1944 in der Carnegie Hall anwesend war. Menuhin war auf den ersten Blick von der Sonate nicht voll überzeugt und hielt sie zunächst für beinahe unspielbar, änderte aber nach genauerem Studium des Stücks seine Meinung und bezeichnete es als die wichtigste Komposition für Solovioline seit Bachs Chaconne.
Das Werk enthält vier Sätze:
1. Tempo di ciaconna
2. Fuga
3. Melodia
4. Presto

Das Werk ist denn auch offensichtlich eine Hommage an Bach, insbesondere an seine viersätzige Sonate in C-Dur BWV 1005. Der erste Satz verwendet barocke Imitationstechnik. Dies gilt auch für den zweiten Satz, eine vierstimmige Fuge, in deren chromatischem Thema sich große und kleine Terzen abwechseln. Das Presto-Finale ist bedeutsam durch seine Einführung langer Passagen von Vierteltönen und einige Hinweise auf Dritteltöne. Die postume Ausgabe Menuhins enthält jedoch nur Bartóks Alternativversionen mit Halbtönen.

## Die einzelnen Sätze
Zum ersten Satz bemerkt Halsey Stevens: „Es sollte beachtet werden, dass mit Tempo di ciaconna nur das Tempo festgelegt wird, nicht die musikalische Form... Tempo di ciaconna ist eine Sonatensatzform im Tempo einer Chaconne.“ Gleichzeitig enthält der erste Satz Anklänge an ungarische Volksmusik, durch seinen rhythmischen Charakter und den Gebrauch von Quarten bzw. Quartenharmonik, auch in Doppelgriffen. Zudem erklingen hier schnelle Ostinato-Repetitionen auf sämtlichen vier leeren Saiten.
Im zweiten Satz wird zwar barocke Fugentechnik verwendet, jedoch nicht durchgehend. In langen Passagen taucht das Fugenthema überhaupt nicht auf. Dieses umfasst fünf Takte, beginnt jeweils auf C, G, C und G und ist von zahlreichen Pausen geprägt. Die ersten vier Themeneinsätze erfolgen in aufsteigender Reihe, vom Bass über den Tenor und Alt zum Sopran, mit steigender Komplexität – beim vierten Einsatz werden vierstimmige Doppelgriffe verlangt.
Der dritte Satz hat ruhigen und eleganten Charakter und ist in dreiteiliger Liedform A – B – A' gehalten, die auch als Da-capo-Arie bezeichnet werden kann. Teil A ist eine einstimmige Melodie, Teil B enthält als Kontrast dazu Doppelgriffe, Akkorde und Tremolos und schließt mit Vogelrufen.
Der vierte Satz, Presto, ist in Rondoform geschrieben. Nach einer virtuos schnellen Eröffnung in Sechzehntelnoten folgt ein kontrastierendes Thema in volkstümlichem Charakter mit punktierten Rhythmen. Bartók erläuterte in einem Brief an Menuhin, dass „die Vierteltöne im vierten Satz nur zur Farbgebung gedacht sind, keinen strukturellen Charakter haben und deshalb eliminiert werden können“.
Menuhin beschrieb die Solosonate als „ein Werk von wilden Kontrasten“ und widmete jedem einzelnen Satz eine zusammenfassende Charakterisierung. Für ihn „übersetzt der erste Satz das größte von Bachs Werken für Solovioline, die Chaconne aus der d-Moll-Partita, in die ungarische Sprache, frei aber diszipliniert. Ein grandioser Satz von einschüchternder Ausdrucksbreite.“ Der zweite Satz mit der Fuge erschien ihm als „die vielleicht aggressivste, ja sogar brutalste Musik, die ich spiele“. Der dritte Satz, Melodia, sei erfüllt von „völliger Gelassenheit“, und der Schlusssatz zeichne sich durch „schnelle, flüchtige, tänzerische Rhythmen“ aus.